# 拉瓦納 (密蘇里州)
拉瓦納（英語：Ravanna）是位於美國密蘇里州默瑟縣的普查規定居民點。

## 歷史
拉瓦納的郵局於1858年設立，其後於1975年停運。

## 人口
根據2020年美國人口普查的數據，拉瓦納的面積為10.28平方千米，當中陸地面積為10.24平方千米，而水域面積為0.03平方千米。當地共有人口60人，而人口密度為每平方千米5.84人。